# Luçan (Ardecha)
Lussas és un municipi francès situat al departament de l'Ardecha i a la regió d'Alvèrnia-Roine-Alps. L'any 2007 tenia 910 habitants.

## Demografia

### Població
El 2007 la població de fet de Lussas era de 910 persones. Hi havia 359 famílies de les quals 101 eren unipersonals (40 homes vivint sols i 61 dones vivint soles), 113 parelles sense fills, 137 parelles amb fills i 8 famílies monoparentals amb fills.
La població ha evolucionat segons el següent gràfic:
Habitants censats

### Habitatges
El 2007 hi havia 458 habitatges, 369 eren l'habitatge principal de la família, 64 eren segones residències i 25 estaven desocupats. 408 eren cases i 47 eren apartaments. Dels 369 habitatges principals, 274 estaven ocupats pels seus propietaris, 83 estaven llogats i ocupats pels llogaters i 12 estaven cedits a títol gratuït; 2 tenien una cambra, 12 en tenien dues, 66 en tenien tres, 113 en tenien quatre i 177 en tenien cinc o més. 279 habitatges disposaven pel capbaix d'una plaça de pàrquing. A 156 habitatges hi havia un automòbil i a 185 n'hi havia dos o més.

### Piràmide de població
La piràmide de població per edats i sexe el 2009 era:
| Homes | Edats   | Dones |
| ----- | ------- | ----- |
| 0     | 95 o +  | 0     |
| 0     | 90 a 94 | 8     |
| 8     | 85 a 89 | 8     |
| 4     | 80 a 84 | 8     |
| 32    | 75 a 79 | 24    |
| 24    | 70 a 74 | 20    |
| 12    | 65 a 69 | 24    |
| 32    | 60 a 64 | 24    |
| 4     | 55 a 59 | 24    |
| 36    | 50 a 54 | 36    |
| 16    | 45 a 49 | 28    |
| 32    | 40 a 44 | 16    |
| 48    | 35 a 39 | 32    |
| 12    | 30 a 34 | 24    |
| 20    | 25 a 29 | 28    |
| 24    | 20 a 24 | 8     |
| 36    | 15 a 19 | 24    |
| 20    | 10 a 14 | 32    |
| 16    | 5 a 9   | 24    |
| 12    | 0 a 4   | 16    |

## Economia
El 2007 la població en edat de treballar era de 574 persones, 426 eren actives i 148 eren inactives. De les 426 persones actives 377 estaven ocupades (212 homes i 165 dones) i 48 estaven aturades (21 homes i 27 dones). De les 148 persones inactives 42 estaven jubilades, 55 estaven estudiant i 51 estaven classificades com a «altres inactius».

### Ingressos
El 2009 a Lussas hi havia 375 unitats fiscals que integraven 923 persones, la mediana anual d'ingressos fiscals per persona era de 17.162 €.

### Activitats econòmiques
Dels 48 establiments que hi havia el 2007, 2 eren d'empreses alimentàries, 4 d'empreses de fabricació d'altres productes industrials, 14 d'empreses de construcció, 5 d'empreses de comerç i reparació d'automòbils, 2 d'empreses de transport, 6 d'empreses d'hostatgeria i restauració, 4 d'empreses d'informació i comunicació, 1 d'una empresa immobiliària, 2 d'empreses de serveis, 5 d'entitats de l'administració pública i 3 d'empreses classificades com a «altres activitats de serveis».
Dels 21 establiments de servei als particulars que hi havia el 2009, 1 era una oficina de correu, 1 taller de reparació d'automòbils i de material agrícola, 5 paletes, 3 guixaires pintors, 3 fusteries, 1 lampisteria, 2 perruqueries i 5 restaurants.
L'únic establiment comercial que hi havia el 2009 era una botiga de menys de 120 m².
L'any 2000 a Lussas hi havia 38 explotacions agrícoles que ocupaven un total de 468 hectàrees.

## Equipaments sanitaris i escolars
El 2009 hi havia una escola elemental.

## Poblacions més properes
El següent diagrama mostra les poblacions més properes.